# Gustavo Gugelmin
Pas d'image ? Cliquez ici
Gustavo Gugelmin est un copilote brésilien de rallye-raid né le 9 décembre 1982 dans l'état de Santa Catarina. Il est vainqueur en catégorie SSV du Rallye Dakar 2018 en tant que copilote de son compatriote Reinaldo Varela et en 2022 dans la même catégorie, il remporte à nouveau le rallye Dakar avec le pilote américain Austin Jones. Il le remportera une troisième fois l'année d'après dans la catégorie Challenger avec son pilote Yankee.

## Biographie
Gustavo est le fils aîné de deux enfants. Sa sœur Paula, avocate, à tout abandonner et a rejoint l'entreprise crée par son frère dans la branche de distribution de pièces tout-terrain. Le côté entrepreneurial a été hérité de son père Sérgio. La famille possédait la concession Fiat et une société de location de véhicules.
Sa passion pour le sport est venue à l'âge de 6 ans, puisque son père était pilote de kart et de trail en jeep. À l'âge de 8 ans, Gustavo commence le karting, puis à 16 ans il s'est lancé dans les sentiers, pour ensuite se tourner vers les rallyes-raid professionnels, où il devenu copilote.

## Palmarès

### Résultats au Paris-Dakar
| Année | Catégorie               | Constructeur   | Position          | Victoires d'étape | Pilote                 |
| ----- | ----------------------- | -------------- | ----------------- | ----------------- | ---------------------- |
| 2014  | Auto                    | Mitsubishi ASX | Abd. (6éme étape) | -                 | Reinaldo Varela        |
| 2016  | Auto                    | Mitsubishi ASX | Abd.              | -                 | Jose Antonio Franciosi |
| 2018  | SSV                     | Can-Am XRS     | 1er               | 5                 | Reinaldo Varela        |
| 2019  | SSV                     | Can-Am XRS     | 3e                | 3                 | Reinaldo Varela        |
| 2020  | SSV                     | Can-Am XRS     | 7e                | 1                 | Reinaldo Varela        |
| 2021  | SSV                     | Can-Am XRS     | 2e                | 2                 | Austin Jones           |
| 2022  | SSV                     | Can-Am XRS     | 1er               | -                 | Austin Jones           |
| 2023  | Protos Léger/Challenger | Can-Am XRS     | 1er               | 1                 | Austin Jones           |
| 2024  | Protos Léger/Challenger | Can-Am XRS     | 5e                | -                 | Austin Jones           |

### Autres
catégorie Auto
- Rallye dos Sertões 2015 : vainqueur en tant que copilote de Reinaldo Varela

catégorie SSV
- Rallye Merzouga 2018 : vainqueur en tant que copilote de Reinaldo Varela
- Qatar Cross-Country Rallye 2019 : vainqueur en tant que copilote de Reinaldo Varela
- Coupe du monde des rallyes tout-terrain 2021 : vainqueur en tant que copilote de Austin Jones
  - Rallye d'Andalousie 2021 : vainqueur en tant que copilote de Austin Jones
  - Abu Dhabi Desert Challenge 2021 : vainqueur en tant que copilote de Austin Jones
  - Kazakhstan Rallye 2021 : vainqueur en tant que copilote de Austin Jones